# Kolumbo
Il Kolumbo (in greco Κολούμπο?) è un vulcano sottomarino situato nel Mar Egeo, circa 8 km a nord-est di Santorini e che fa parte dell'arco vulcanico dell'Egeo meridionale.

## Descrizione
È il più grande di un insieme di 20 vulcani sottomarini che si estendono a nord-est da Santorini: ha un diametro di circa 3 km con un cratere di circa 1,5 km.

## Eruzioni del 1649-1650
Fu scoperto nel 1649 quando iniziò una serie di eruzioni di tipo esplosivo che provocarono la morte di 70 abitanti nella vicina isola di Santorini. Le conseguenze di queste esplosioni, protratte fino al 1650 sono state di intensità molto minori dell'eruzione minoica di Thera del XVII secolo a.C. che ebbe conseguenze devastanti per la civiltà minoica.
L'eruzione esplosiva del 1649 si verificò quando il cono del Kolumbo raggiunse la superficie marina e i flussi piroclastici raggiunsero, attraverso la superficie del mare, le spiagge e i pendii di Santorini, causando la morte di settanta persone e molti animali. Un piccolo strato neoformato di pomice bianca è stato eroso rapidamente dall'azione delle onde. Il collasso degli strati sovrastanti la camera magmatica, oltre a formare la caldera provocò un maremoto che arrecò danni a località distanti anche 150 km. Le parti più alte dell'orlo di cratere ora sono circa 10 m sotto livello del mare.